# Henutmiré
Henutmiré (ḥnw.t-mỉ-rˁ) ókori egyiptomi hercegnő és királyné, II. Ramszesz egyik nagy királyi hitvese. Nevének jelentése: „Réhez hasonlatos úrnő”; érdekesség, hogy egyik írásmódjában az istent jelző zászlóforma hieroglifa (Gardiner-lista R8) ritka módon determinatívumként szerepel.
Egyes feltételezések szerint I. Széthi és Tuja legkisebb gyermeke, Tia hercegnő és II. Ramszesz húga. Ezt az elméletet támasztja alá az a szobor, mely Tuja királynéval együtt ábrázolja Henutmirét (a szobrot ma a Vatikánban őrzik). Más feltételezések szerint az, hogy Tiával ellentétben egy ábrázoláson sem viseli az „A király testvére” címet, azt bizonyítja, valójában Ramszesz egyik gyermeke, és feltehetőleg a negyedik lánya, akit feleségül vett Bintanath, Meritamon és Nebettaui után, uralkodása vége felé. Ezen elmélet támogatói feltételezik, hogy a szobor, melynek alapján Tuja lányaként azonosítják, eredetileg nem Tuját és Henutmirét ábrázolta, hanem korábban készült, mások számára, és Ramszesz kisajátította, ahogy azt számos korábbi épülettel és szoborral tette uralkodása során. Ezenkívül egy Abukirben talált szobor, melyen a fáraó lányának nevezik, Ramszesszel együtt ábrázolja.
Ramszesz több szobrán is ábrázolják, Abukirben és Héliopoliszban. Egy héliopoliszi kolosszuson Bintanathtal együtt ábrázolják, mindkettejük címei: az örökös hercegnő, nagy kegyben álló, Felső- és Alsó-Egyiptom úrnője, a király leánya, Nagy Királyi Hitves.
A 40. uralkodási év körül halt meg, sírja a Királynék völgye 75-ös számú. A sírt már az ókorban kirabolták, gránitszarkofágja alsó részét később, a XXII. dinasztia idején eltulajdonították és Harsziésze fáraó temetéséhez használták; Medinet Habuban találtak rá, ma a kairói Egyiptomi Múzeumban található. Egy Ramszesz uralkodásának vége felé íródott papirusz, a Salt 124 papirusz említi, hogy Henutmiré temetésén elloptak egy libát.
Címei: Nagy királyi hitves (ḥm.t-nỉswt wr.t), A Két Föld úrnője (nb.t-t3.wỉ), Alsó- és Felső-Egyiptom asszonya (ḥnwt-šmˁw-mḥw), A király szeretett, vér szerinti lánya (z3.t-nỉswt-n.t-ẖt=f mrỉỉ.t=f).